# Trident Studios
Trident Studios era un estudio de grabación británica, originalmente ubicado en la calle 17 Corte de Santa Ana en el distrito londinense de Soho. Fue construido en 1967 por los hermanos Barry y Norman Sheffield.
El primer gran éxito registrado en Trident fue «Jack's My Name» de Manfred Mann en marzo de 1968, que puso en marcha su reputación. Uno de los muchos álbumes famosos grabados en Trident es Transformer de Lou Reed, producido por David Bowie. 
Mientras que, en otros estudios, como Abbey Road, los ingenieros aún llevaba batas blancas y se hacía todo «según lo reglamentario», la actitud relajada de los hermanos Sheffield, la ingeniería de sonido y los equipos de grabación hicieron que muchos artistas grabaran allí.

## La legendaria consola de grabación "A" de Trident
La legendaria consola de grabación "A" de Trident fue construida originalmente por y para los Estudios Trident. Cuando se corrió la voz acerca de esta nueva y revolucionaria consola de multi-pista de grabación , otros estudios le enviaban sus pedidos y así Trident Audio se formó.
Los Cherokee Studios en Los Ángeles fueron entre de los primeros en probar los primeros modelos de producción y finalmente, compró tres nuevos a Trident. David Bowie, Rod Stewart y Frank Sinatra fueron entre los primeros artistas que registraron por primera vez discos de éxito en la primera gama de consolas de Cherokee. Con sólo 13 consolas construidas de este modelo, la gama Trident llegó a alcanzar un estatus casi mítico en la industria de grabación profesional.
"Aunque tuvo una ejecución muy limitada, la consola Trident A Range ganó una reputación por su sonido muy distintivo y agradable con una sección de ecualización muy" musical ". Junto con los canales de las primeras consolas Neve y Helios, los módulos originales Trident A Range tienen mantuvieron un valor de reventa saludable y son muy buscados por ingenieros a quienes les gusta combinar equipos analógicos de la vieja escuela con tecnología de grabación digital de vanguardia ".

## The Beatles y Apple Records
Trident Studios fue el primer estudio del Reino Unido en usar la reducción de ruido Dolby y en emplear una grabación multipista en magnetófono de bobina abierta. Considerando que otros estudios podrían pasar meses probando un nuevo dispositivo, los hermanos Sheffield creían que si había sido fabricado en primer lugar, entonces era lo suficientemente bueno para uso en estudio. Mientras en Abbey Road aun sólo se utilizaban cuatro pistas, Ampex Trident tuvo a The Beatles el 31 de julio de 1968 para grabar «Hey Jude». Canciones del White Album como "Dear Prudence", "Honey Pie", "Savoy Truffle" y "Martha My Dear" también se registraron allí. El 22 de febrero de 1969, The Beatles registraron por primera vez "I Want You (She's So Heavy)" para el álbum Abbey Road. Más tarde John Lennon y Yōko Ono regresaron con The Plastic Ono Band para grabar "Cold Turkey" con Eric Clapton en la guitarra. 
Muchos artistas de Apple Records utilizaron los estudios Trident, incluyendo Billy Preston, Mary Hopkin y James Taylor. Un álbum triple de George Harrison, All Things Must Pass, que contiene el éxito «My Sweet Lord», y de Ringo Starr "It Don't Come Easy", también se registraron allí. Harry Nilsson grabó "Without You" en Trident, y porciones de varios de sus álbumes de 1970. Paul McCartney inadvertidamente ayudó a Queen en su camino hacia el éxito.[cita requerida]
Trident ganó reputación por su piano, que se puede escuchar en «Hey Jude» y «Your Song» de Elton John.
Otros artistas que fueron enviados de Apple Records a Trident, teniendo en cuenta las limitaciones de los estudios de Apple en ese momento, fueron Harry Nilsson, Billy Preston, Mary Hopkin y James Taylor, así como los cuatro miembros de The Beatles para sus proyectos en solitario. Al parecer, fue durante estos días que Paul McCartney decidió apoyar un nuevo y prometedor grupo llamado Queen, permitiéndoles utilizar las horas reservadas en el estudio que no eran de uso intencional.

## Otras grabaciones
En marzo de 1968, Manfred Mann registro el primer número en el estudio Trident 1, el sencillo "My Name's Jack", que fue el lanzamiento de Trident como un estudio profesional de primera. Durante los años 70, algunos de los artistas más reputados que utilizaron los estudios en sus grabaciones fueron, Elton John, Marc Bolan / T.rex, Carly Simon, Frank Zappa, The Rolling Stones, Free, The Plastic Ono Band, Lindisfarne, Dusty Springfield, The Mahavishnu Orchestra, Krisma, Jeff Beck / Rod Stewart. 
Este período coincidió con la incorporación de un joven ingeniero llamado Ken Scott, quien se convertiría en uno de los ingenieros y productores más reputados de la historia de la música rock con su participación en discos de David Bowie Hunky Dory (1971) y The Rise and Fall of Ziggy Stardust (1972). Scott más tarde ganó una reputación internacional con numerosas obras, incluida la delincuencia de Supertramp's Crime of the Century (1974), Lou Reed's Transformer (1972), Devo's Duty Now for the Future (1980) y Jeff Beck's There and Back (1980).
Tony Stratton-Smith Charisma Records fue también uno de los clientes más regulares de los estudios durante los años 70. Génesis registró en Trident varios de sus discos más conocidos allí, incluyendo Trespass (1970), Nursery Cryme (1971) y A Trick of the Tail (1976). Otros artistas de la etiqueta que se registran en Trident Van der Graaf Generator, Peter Hammill, Lindisfarne y Peter Gabriel. Carisma primero de Van der Graaf Generator liberación lo menos que podemos hacer es ondear entre ambas partes fue grabado en Trident de diciembre 11-14, 1969. La mayor parte del álbum fue grabado en 8 pistas, pero la última canción "After the Flood" fue grabado el 16. Trident fue una vez más el primer estudio en el Reino Unido para obtener un 16-multipistas. 
La historia de los hermanos Sheffield y Trident Studios también está relacionada con el éxito inicial de la banda Queen. Los hermanos Sheffield tenían un acuerdo con la banda que les permitan el pleno acceso a los estudios de modernas instalaciones y su personal apoyado por proporcionar los mejores productores e ingenieros tanto tiempo como los fundamentos de Queen.
Trident Studios fue vendido en diciembre de 1981. Fue comprado por su ingeniero, Stephen Short, junto con otros tres inversionistas. En 1986, compró la parte de los otros inversionistas y abrió Trident 2.
La empresa con domicilio actual, Trident Sound Studios, fue nombrada en reconocimiento de los estudios originales Trident. Trident Studios originalmente ocupaba la totalidad de cinco plantas del edificio, pero hoy en día el estudio comprende sólo la planta baja y el sótano.